# Ferrari F300
Der Ferrari F300 war ein Formel-1-Rennwagen, den die Scuderia Ferrari 1998 in der Formel-1-Weltmeisterschaft einsetzte.

## Technik und Entwicklung

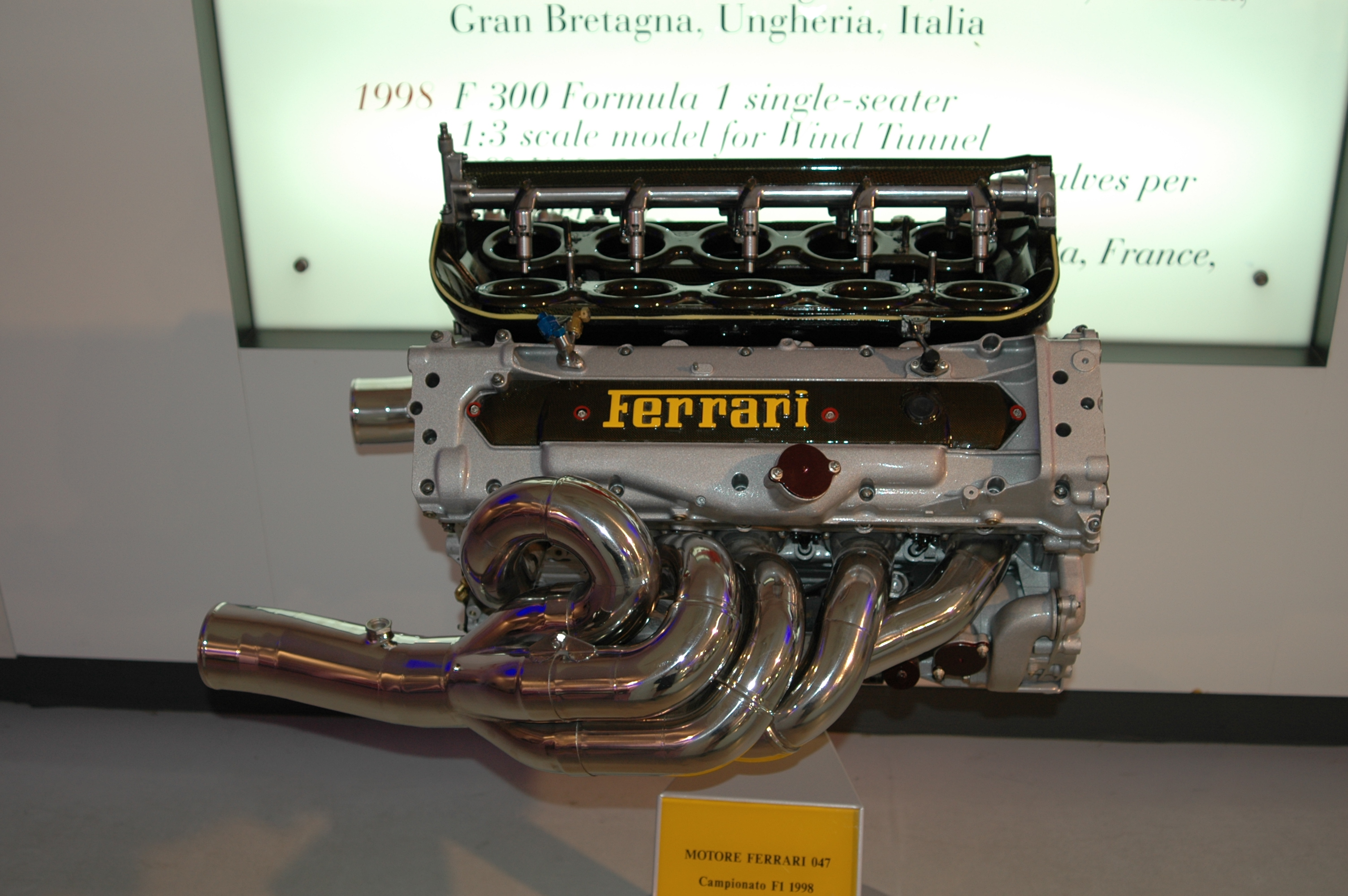
Motor (Tipo 047) des Ferrari F300

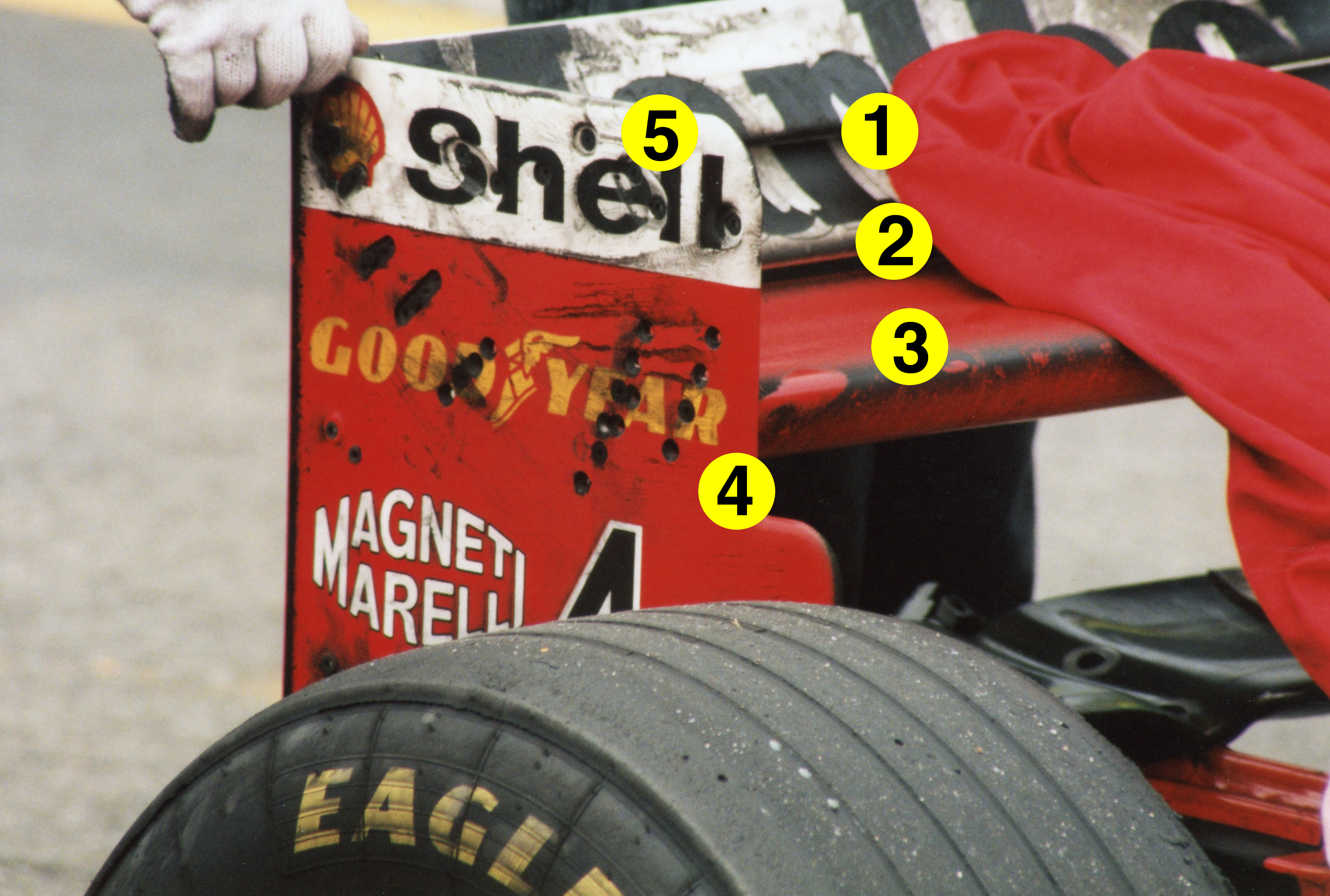
Der Heckflügel des F300; ①, ② und ③ sind die einzelnen aerodynamischen Elemente; mit Hilfe der mit der Nr. ④ gekennzeichneten Löcher ist die Anpassung des Anstellwinkels der aerodynamischen Elemente möglich; die übrigen Löcher (⑤) ermöglichen die Fixierung eines weiteren Elements.

Ross Brawn war der technische Direktor, ihm unterstanden der Konstrukteur Rory Byrne und der Aerodynamiker Willem Toet. Der F300 wurde von Byrne völlig neu entworfen, da die FIA das Reglement vor der Saison 1998 geändert hatte. So musste der Wagen an der Front sowie am Heck rund 20 Zentimeter schmaler sein als im Vorjahr.
Der V-Motor des Ferrari Tipo 047 hatte 10 Zylinder und war nicht aufgeladen (Saugmotor). Bei einer Drehzahl von 17.300/min leistete er etwa 590 kW (802 PS). Damit erreichte der F300 eine Höchstgeschwindigkeit von 340 km/h. Die Bohrung eines Zylinders beträgt 96 mm, der Kolbenhub 41,4 mm; Hubraum 2997 cm³, Verdichtungsverhältnis 12,3 : 1. Der Motor wurde während der Saison zweimal überarbeitet und danach als Version B und C bezeichnet. Das von Ferrari entwickelte Halbautomatikgetriebe mit elektronisch-hydraulischer Schaltung hat sieben Gänge.
Byrne baute einen schnellen und standfesten Rennwagen, der dem McLaren MP4/13 aber aerodynamisch unterlegen war. Der Wagen wurde während des Jahres mehrmals überarbeitet. Beim Großen Preis von San Marino kamen zusätzliche Flügel am Chassis hinzu, die später von der FIA aus Sicherheitsgründen verboten wurden. Für die Großen Preise in Deutschland und Belgien gab es eine Variante mit längerem Radstand. Ab dem Großen Preis von Kanada erhielten die F300 neue Frontflügel und einen neuen Diffusor. Durch diese Änderungen wurden die aerodynamischen Eigenschaften des Rennwagens verbessert.

## Renngeschichte

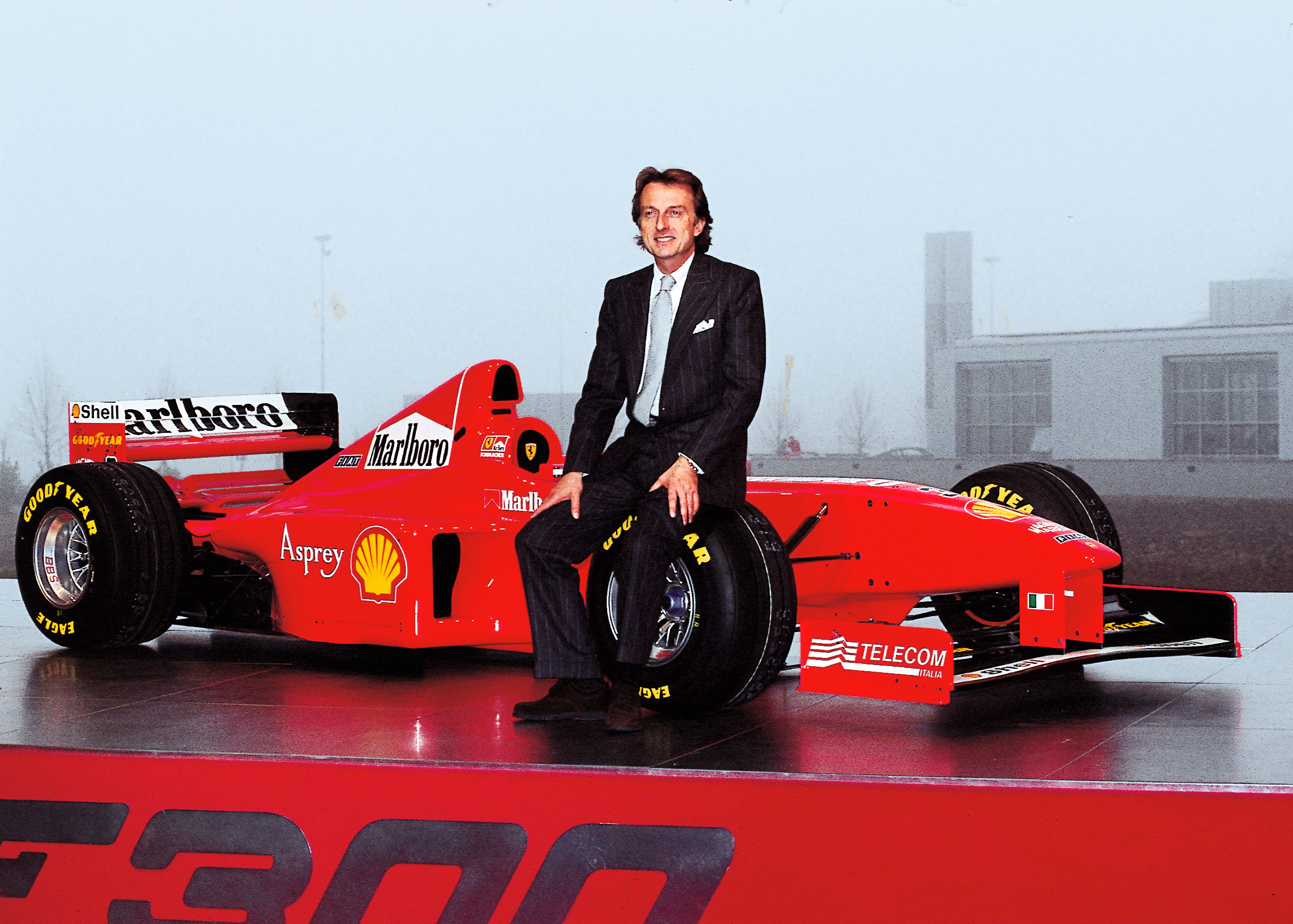
Luca Montezemolo bei der Präsentation des F300 in Maranello

Wenige Tage vor Weihnachten fuhr Michael Schumacher den F300 geheim auf der hauseigenen Teststrecke in Fiorano, bevor er am 7. Januar in Maranello vor 800 anwesenden Journalisten offiziell der Öffentlichkeit präsentiert wurde. Am 12. Januar wurde der Wagen auf die kommende Saison abgestimmt, allerdings konnten nur 30 Runden absolviert werden. Am zweiten Tag ließen Getriebeprobleme nur 21 Runden zu; das Getriebe wählte grundlos die neutrale Schaltposition aus. Da das lange Zeit nicht behoben werden konnte, wurden Tests in Jerez um eine Woche verschoben, damit der Testfahrer Nicola Larini nahe der Zentrale weiter die Probleme analysieren konnte. Als die Tests in Jerez begannen, bekam Schumacher Schwierigkeiten mit der elektronischen Steuerung.
Mit sechs Saisonsiegen konnte Schumacher die Weltmeisterschaft lange Zeit offen halten. Die Entscheidung fiel bei den letzten beiden Rennen. Vor dem Großen Preis von Luxemburg hatten Schumacher und McLaren-Fahrer Mika Häkkinen jeweils 80 Punkte erreicht. Auf dem Nürburgring überholte Häkkinen den aus der Pole-Position gestarteten Schumacher nach dem ersten Boxenstopp und fuhr zum Sieg. Beim letzten Rennen, dem Großen Preis von Japan, musste Schumacher vom letzten Startplatz aus ins Rennen gehen, weil er am Vorstart den Motor des F300 abgewürgt hatte. Im Rennen fiel er nach einem Reifenschaden aus und in beiden Meisterschaften – Fahrer und Teams – musste sich Ferrari mit dem zweiten Rang begnügen. Im Laufe der Saison schied Ferrari dreimal durch individuelle Fehler und jeweils einmal wegen des Motors, des Getriebes und eines geplatzten Reifens aus.

## Lackierung und Sponsoring
Der Wagen wurde in Ferrari-Rot mit weißen Akzenten gehalten. Als Hauptsponsor platzierte Marlboro ihr Logo auf die Airbox und den Heckflügel des Boliden. Auf den Seitenkästen, der Nase sowie am seitlich oberen Ende des Heckflügels sitzt das Logo des Treibstofflieferanten Shell, auf den Spiegeln wurde das Logo von Tommy Hilfiger angebracht. Am Frontflügel und der Nasenspitze befinden sich die Marken von Telecom Italia (seitlich am Frontflügelende), Goodyear (Frontflügel), Fiat und Magneti Marelli (beide Nasenspitze). Magneti Marelli war außerdem auch seitlich am unteren Ende des Heckflügels zu finden. Auf den Seitenkästen neben dem Shell-Logo ist auch die Marke des Juweliers Asprey platziert.

## Fahrer
Gefahren wurde der F300 wie in den Vorjahren von Michael Schumacher und Eddie Irvine. Luca Badoer wurde neuer Test- und Ersatzfahrer und ersetzte Gianni Morbidelli und Nicola Larini.

## Weitere Verwendung der Chassis
Insgesamt gab es neun verschiedene Chassis. Am 31. Oktober 2012 versteigerte in London das Auktionsunternehmen Sotheby’s ein rennfähiges Ferrari-Chassis mit der Nummer 183 für 400.000 Pfund. Dieses Modell wurde ungefähr Mitte Februar 1998 fertiggestellt und dessen Motor sowie Getriebe wurden von Ferrari 2009 wieder instand gesetzt. Der Wagen wurde hauptsächlich für Tests während der Saison 1998 verwendet und Mitte der 2000er Jahre von Ferrari verkauft.
Ein von Michael Schumacher gefahrener Wagen ist in der Michael Schumacher Private Collection in Köln ausgestellt.

## Ergebnisse
| Fahrer                          | Nr.                             | 1   | 2 | 3 | 4 | 5   | 6  | 7 | 8 | 9 | 10 | 11 | 12  | 13  | 14 | 15 | 16  | Punkte | Rang |
| ------------------------------- | ------------------------------- | --- | - | - | - | --- | -- | - | - | - | -- | -- | --- | --- | -- | -- | --- | ------ | ---- |
| Formel-1-Weltmeisterschaft 1998 | Formel-1-Weltmeisterschaft 1998 |     |   |   |   |     |    |   |   |   |    |    |     |     |    |    |     | 133    | 2.   |
| M. Schumacher                   | 3                               | DNF | 3 | 1 | 2 | 3   | 10 | 1 | 1 | 1 | 3  | 5  | 1   | DNF | 1  | 2  | DNF | 133    | 2.   |
| E. Irvine                       | 4                               | 4   | 8 | 3 | 3 | DNF | 3  | 3 | 2 | 3 | 4  | 8  | DNF | DNF | 2  | 4  | 2   | 133    | 2.   |

| Legende  | Legende            | Legende                                                          |
| Farbe    | Abkürzung          | Bedeutung                                                        |
| -------- | ------------------ | ---------------------------------------------------------------- |
| Gold     | –                  | Sieg                                                             |
| Silber   | –                  | 2. Platz                                                         |
| Bronze   | –                  | 3. Platz                                                         |
| Grün     | –                  | Platzierung in den Punkten                                       |
| Blau     | –                  | Klassifiziert außerhalb der Punkteränge                          |
| Violett  | DNF                | Rennen nicht beendet (did not finish)                            |
| Violett  | NC                 | nicht klassifiziert (not classified)                             |
| Rot      | DNQ                | nicht qualifiziert (did not qualify)                             |
| Rot      | DNPQ               | in Vorqualifikation gescheitert (did not pre-qualify)            |
| Schwarz  | DSQ                | disqualifiziert (disqualified)                                   |
| Weiß     | DNS                | nicht am Start (did not start)                                   |
| Weiß     | WD                 | zurückgezogen (withdrawn)                                        |
| Hellblau | PO                 | nur am Training teilgenommen (practiced only)                    |
| Hellblau | TD                 | Freitags-Testfahrer (test driver)                                |
| ohne     | DNP                | nicht am Training teilgenommen (did not practice)                |
| ohne     | INJ                | verletzt oder krank (injured)                                    |
| ohne     | EX                 | ausgeschlossen (excluded)                                        |
| ohne     | DNA                | nicht erschienen (did not arrive)                                |
| ohne     | C                  | Rennen abgesagt (cancelled)                                      |
| ohne     | keine WM-Teilnahme |                                                                  |
| sonstige | P/fett             | Pole-Position                                                    |
| sonstige | 1/2/3/4/5/6/7/8    | Punktplatzierung im Sprint-/Qualifikationsrennen                 |
| sonstige | SR/kursiv          | Schnellste Rennrunde                                             |
| sonstige | *                  | nicht im Ziel, aufgrund der zurückgelegten Distanz aber gewertet |
| sonstige | ()                 | Streichresultate                                                 |
| sonstige | unterstrichen      | Führender in der Gesamtwertung                                   |